# 基甸
基甸（希伯來語：‎）是古代希伯来人的士师，他的故事记载在《旧约圣经》中的《士师记》中。基甸是玛拿西支派亚比以谢族人约阿施的儿子，他按照上帝的指示，拆毁了巴力神的祭坛，并派人联络亚设，西布伦，拿弗他利等支派的人，一起对付越过约旦河准备进攻以色列的米甸人和亚玛力人。最后基甸从3万2千名以色列人中选出300名勇士，大败米甸人。以色列人欲拥立基甸为王，但他拒绝了。他一生娶了很多妻妾，生过许多儿女，仅儿子就有71个。晚年，他还用一生所得的战利品造了一尊以弗得雕像，叫以色列人把那個以弗得當作偶像敬拜，被認為晚年糊涂。